# Fossombronia valparaisiana
Fossombronia valparaisiana là một loài Rêu trong họ Fossombroniaceae. Loài này được Hässel de Menéndez mô tả khoa học đầu tiên năm 2007.